# 神奈川県道213号佐島港線
神奈川県道213号佐島港線（かながわけんどう213ごう さじまこうせん）は、神奈川県横須賀市を起点・終点とする一般県道である。

## 解説
相模湾の支湾である小田和湾に面した横須賀市佐島地区から、やや内陸側を走る国道134号との接続地点へ至る道路である。

## 概要

### 路線データ
- 全長：2.0km
- 起点：横須賀市佐島 佐島漁港
- 終点：横須賀市長坂 佐島入口交差点（国道134号接続）
- Google マップ

## 地理

### 通過する自治体
- 横須賀市

### 道路施設
- 佐島トンネル
- 新佐島橋（松越川）

### 周辺
- 小田和湾
- 佐島漁港
- 天神島
  - 佐島マリーナ
  - 天神島臨海自然公園